# Evropa (mitologija)
Evropa (grško Ευρώπη, Eurṓpē) je v grški mitologiji hči feničanskega kralja Agenorja in Kadmosova sestra. Bila je mati kretskega kralja Minosa. Po njej je poimenovana celina Evropa. Mit o Evropi je verjetno kretskega izvora, saj je bil v kretski (minojski) kulturi zelo razširjen kult bika, njegovo žrtvovanje, bikoborbe itd. Klasicist Károly Kerényi je izjavil, da večino ljubezenskih zgodb o Zevsu izvira iz starih zgodb, ki so povezane z njegovimi porokami z boginjami. To je lahko razvidno tudi v zgodbi o Evropi.

## Etimologija besede Evropa
Beseda Evropa izhaja iz grščine in lahko označuje Agenorjevo hčer Evropo ali del celine. Drugi pomen pa izvira iz pridevnika europos, ki je sestavljen iz korenov zloženke eur- (širok) in opt- (oko).  Z imenom Evropa naj bi Grki tako poimenovali široko, prostrano celino v nasprotju z manjšimi otoki ob Peloponezu, kasneje pa evropsko ozemlje v primerjavi z Azijo in Afriko. Tudi pri Evropi kot mitološki osebi gre torej za vzporedno poimenovanje, in sicer s prvotnim pomenom široka.

## Evropina družina
Agénor (Evropin oče) je bil sin Pozejdona in egipčanske boginje Libije ter tirski kralj. Imel je hčer Evropo in tri sinove: Kadmosa, Fojniksa in Kiliksa. Po Evropini ugrabitvi je sinovom ukazal, naj pojdejo sestro iskat. Po neuspešnem iskanju se nobeden izmed njih ni vrnil domov. Najpomembnejši med Evropinimi brati je bil Kadmos, ki je ustanovil mesto Tebe in uveljavil feničansko abecedo, Fojniks je ustanovil Fenicijo in Kiliks Kilikijo.

## Mitološka različica
Agénorjeva hči Evropa je s svojimi tovarišicami nabirala cvetje na travniku, ko jo je opazil Zevs (pri Rimljanih Jupiter) in se vanjo zaljubil. Da bi se dekletu lahko približal, se je spremenil v veličastnega bika. Evropa se je bika sprva bala, ko pa je opazila, da je žival krotka, se je povzpela na njen hrbet. Zevs je izkoristil priložnost in dekle ugrabil, jo nesel prek morja, pustil na otoku Kreta in se oddaljil. Nato se je spremenil v prikupnega mladeniča in rekoč, da je vladar na Kreti, Evropi obljubil varstvo, če ga osreči s tem, da bo njegova. Obupano dekle se je mladeniču vdalo. Naslednje jutro, ko je Evropa tarnala nad izgubljenim devištvom, se ji je prikazala Afrodita in ji pojasnila, da jo je ugrabil Zevs in da se bo tuji del sveta, na katerem je pristala, odslej imenoval Evropa.

## Potomstvo Evrope
Evropa je Zevsu rodila tri sinove: Minosa, Saperdona in Radamantisa, nato pa se poročila s kretskim kraljem Asterijem. Najslavnejši med njimi je bil kretski kralj Minos, ki je po smrti postal sodnik v Hadu. Tako kot Evropo je tudi njenega sina Minosa nekoč zavedel bel bik. Kretskemu kralju se je zdel bik, ki je prišel iz morja, tako čudovit, da ga ni žrtvoval bogu Pozejdonu, temveč ga obdržal zase. Pozejdon se je Minosu maščeval tako, da je povzročil, da se je njegova žena zaljubila v bika in spočela t. i. Minotavra, pošast, ki je bila pol bik in pol človek.

## Umetniške upodobitve

### Evropa v literaturi
Evropo prvič omenja že Homer v Iliadi, njeno zgodbo pa so dobro poznali tudi drugi antični pisci. Evropino usodo tako povzema že Ajshil v enem svojih fragmentov, prav tako o Evropi pripoveduje tudi Horacij v Odah.
Med pesniškimi obdelavami mita pa je bil v antiki najbolj poznan Moschov epilij Evropa, nastal okrog leta 150 pr. n. št. Nanj se je najverjetneje naslanjal tudi rimski pesnik Publij Ovidij Naso pri pisanju svojih Metamorfoz.
O Evropi spregovori tudi Plinij Starejši, in sicer v svojem delu Naturalis Historia (Naravoslovje), kjer omeni, da naj bi se na Kreti nahajala platana, ki ji nikoli ne odpade listje. Po prepričanju ljudstva naj bi pod tistim drevesom ležala Zevs in Evropa.
V srednjem veku so podobo Evrope in Zevsa pogosto tolmačili kot dušo, ki jo Kristus odpelje s seboj v nebesa. V renesansi pa je kretsko kraljico predstavil sloviti italijanski novelist Giovanni Boccaccio. V delu De mulieribus claris (Znane ženske) je tako opisal 106 znanih žensk iz antike in srednjega veka, med njimi tudi Evropo.
Evropo omenja tudi Rosaura, junakinja drame Življenje je sen, ki jo je napisal španski baročni dramatik Pedro Calderón de la Barca. Verze o lepi Evropi pa sta sestavila tudi Henry Brown in Arthur Rimbaud.

## Gallery
- Evropa na freski v Pompeijih, sodobna z Ovidom.
- Evropa velificans, njena plapolajoča tunika ... na vetriču (mozaik, Muzej mozaikov Zeugma))
- Ugrabitev Evrope, Tizian (1562)
- Ugrabitev Evrope, Jean-Baptiste Marie Pierre (1750)
- Ugrabitev Evrope, Francisco Goya (1772)
- Ugrabitev Evrope, Félix Vallotton (1908)

### Druge umetniške upodobitve
Motiv Evrope je bil zelo priljubljen že v helenističnem obdobju, o čemer priča vrsta poslikav na vazah, freskah, novcih, mozaikih ipd. Eno takih fresk so odkrili tudi v pompejskem thermopoliumu Vetutius Placidus.
V baroku so ugrabitev Evrope upodobili številni italijanski umetniki, med njimi so Francesco Albani, Antonio Carracci, Luca Giordano in Guido Reni.
Motiv Evrope so naslikali tudi nekateri svetovno priznani slikarji, kot so Paolo Veronese (1580), Giovanni Battista Tiepolo (1725), Tizian (1562) in Peter Paul Rubens. Na platno je leta 1632 motiv Evrope prenesel tudi sloviti nizozemski slikar Rembrandt, okrog leta 1869 pa je Evropo na bikovem hrbtu naslikal francoski simbolist Gustave Moreau.
Motiv Zevsa in Evrope je uprizorjen tudi v znameniti Viteški dvorani v Posavskem muzeju Brežice. Gre za največji posvetni prostor s freskami v Sloveniji iz 18. stoletja, delo Karla Franciška Remba. Leta 2001 pa je bila v režiji Bojana Jablanovca na slovenskih odrih predstavljena gledališka igra Evropa - Deklica, ki je preveč hitela. Delo se naslanja na antični mit o Evropi.

## Zanimivosti

### Evropa na evrskem kovancu
Ugrabitev Evrope je upodobljena tudi na grškem evrskem kovancu za 2 €. Gre za prizor s špartanskega mozaika iz 3. stoletja n. š., na obodu kovanca pa se nahaja napis Helenska republika.

### Šempetrski grb in ugrabitev Evrope
Grb krajevne skupnosti Šempeter v Savinjski dolini sestavljajo trije temeljni simboli kraja. Grb delita dve poševni črti, ki simbolizirata rimsko cesto in sodobno avtocesto ter tako kažeta na povezavo Šempetra z ostalimi kraji. Zelena in zlata barva predstavljata dolino in hmelj. V središču grba pa se nahaja grobnica Enijcev z motivom ugrabitve Evrope, ki naznanja prehod v boljše življenje.

### Jupitrov satelit Evropa
Jupiter, peti planet od Sonca, ima štiri t. i. Galilejeve lune, ki jih je leta 1610 odkril italijanski astronom Galileo Galilej. Tri izmed njih nosijo imena Jupitrovih (gr. Zevsovih) ljubic, to so: Io, Kalisto in Evropa. Četrta luna pa je dobila ime po Ganimedu, trojanskem kraljeviču, ki je postal točaj olimpskih bogov.

### Ozvezdje Bika
Ozvezdje Bika je po verovanju starih Grkov predstavljalo grškega boga Zevsa, spremenjenega v bika. Zevs naj bi bil upodobljen v trenutku, ko je kot bik plaval na otok Kreto in pogledal iz vode. Ravno zato naj bi bila v ozvezdju upodobljena le bikova glava in ne celo telo.